# 히라타촌 (시즈오카현)
히라타촌(平田村)은 시즈오카현 서부, 오가사군에 속했던 촌이다. 현재의 기쿠가와시 남서부에 해당한다.

## 역사
- 1889년 4월 1일 - 정촌제 시행에 의해 기토군 히라타촌이 성립하였다.
- 1896년 4월 1일 -군 개편에 의해 오가사군으로 변경되었다.
- 1954년 3월 31일 - 미나미야마촌, 오가사촌과 합병해, 오가사정이 성립하여, 동일 히라타촌은 폐지되었다.

## 교통

### 철도 노선
- 호리노우치 궤도 (1899년 - 1935년)
  - 호리노우치 궤도선

## 참고 문헌
- 가도카와 일본 지명 대사전 22 静岡県